# باشگاه فوتبال اسپارتاک یوجی‌پی آناپا
باشگاه فوتبال اسپارتاک-یوجی‌پی آناپا (روسی: ФК «Спартак-УГП» Анапа) یک باشگاه فوتبال در شهر آناپا در کشور روسیه است. این باشگاه در لیگ دسته دوم فوتبال روسیه بازی می‌کند. این باشگاه در سال ۱۹۸۶ تأسیس شد و در سال ۲۰۰۹ منحل شد. محل برگزاری بازی‌های خانگی این باشگاه بود.
اسامی باشگاه عبارت بودنداز:Dynamo Anapa (1986–1987), Gekris Anapa (1995), FC Anapa (1998–1999) و Spartak Anapa (1988–1994, 1996–1997, 2000–2003)